# Gianluca Tiberti
Gianluca Tiberti (Roma, 24 aprile 1967) è un ex pentatleta italiano.

## Palmarès
In carriera ha conseguito i seguenti risultati:
- Giochi olimpici:

Seul 1988: argento nel pentathlon moderno a squadre.
Barcellona 1992: bronzo nel pentathlon moderno a squadre.
- Mondiali:

Lahti 1990: oro nel pentathlon moderno individuale, argento a squadre e bronzo staffetta a squadre.